# أونيوس
أونيوس (بالإنجليزية: Oneus) هي فرقة فتيان كورية تشكلت من قبل شركة آر بي دبليو في 2018.

## روابط خارجية
أونيوس على موقع ميوزك برينز (الإنجليزية)
- أونيوس على موقع ديسكوغز (الإنجليزية)